# David Riesman
David Riesman (* 22. September 1909 in Philadelphia; † 10. Mai 2002 in Binghamton (New York)) war ein US-amerikanischer Soziologe und Erziehungswissenschaftler.

## Leben
David Riesman wurde 1909 als Sohn eines Medizinprofessors geboren. Die Vorfahren beider Eltern waren jüdische Emigranten aus Deutschland, die vor Generationen in die USA ausgewandert waren. Riesman studierte Biochemie an der Harvard-Universität und erwarb 1931 den Bachelor of Arts. Danach wechselte er an derselben Universität zum Fach Rechtswissenschaft, das er 1934 mit dem juristischen Staatsexamen abschloss. Nebenbei arbeitete er als Redakteur für The Crimson und Harvard Law Review. Nach seinem Referendariat in Boston arbeitete Riesman zunächst mehrere Jahre als Rechtsanwalt, zuletzt 1939 in New York. Während dieser Zeit war er von 1935 bis 1936 als Sekretär des Obersten Bundesrichter Louis Brandeis tätig. Von 1937 bis 1941 lehrte Riesman Rechtswissenschaft an der Universität Buffalo. Von 1942 bis 1943 arbeitete er im öffentlichen Dienst als stellvertretender Staatsanwalt in New York. Daneben fungierte er als Geschäftsführer des American Committee for the Guidance of Professional Personnel, einer Hilfsorganisation für Juristen im amerikanischen Exil.
Als Gastdozent an der Columbia Law School (1941–1942) begegnete er einflussreichen Wissenschaftlern wie etwa der Anthropologin Margaret Mead, dem Soziologen Paul Lazarsfeld, der Philosophin Hannah Arendt und dem Psychoanalytiker Erich Fromm. 1949 wurde Riesman an die sozialwissenschaftliche Fakultät der Universität von Chicago berufen, wo er zusammen mit Nathan Glazer und Reuel Denney 1950 seinen Bestseller The Lonely Crowd (dt. Die einsame Masse, 1956 bei Luchterhand) verfasste und quasi über Nacht Berühmtheit erlangte. Im selben Jahr wurde Riesman Mitglied des Congress for Cultural Freedom, einer anti-kommunistischen Vereinigung prominenter Intellektueller, die, wie entdeckt wurde, Gelder von der CIA erhielt. Riesman verließ die Gruppe und begann seine Kritik der Strategien McCarthys. Zusammen mit Paul Lazarsfeld arbeitete er an einer Studie über die Nachwirkungen der McCarthy-Ära auf amerikanische Sozialwissenschaftler.
Riesman gehört zu den Mitbegründern eines Forschungsfelds, das später unter dem Namen Qualitative Sozialforschung zur soziologischen Standardausbildung gehörte. Seit 1955 war Riesman ein Mitglied des Wissenschaftlichen Beirates der Sachbuchreihe Rowohlts deutsche Enzyklopädie, in der als Band 72/73 sein Werk Die einsame Masse erschien. Im selben Jahr wurde er in die American Academy of Arts and Sciences und 1974 in die American Philosophical Society gewählt.
1958 wurde Riesman an die Harvard University berufen, wo er mehr als 20 Jahre lang unterrichtete, wobei das Seminar American Character and Social Structure Berühmtheit erlangte. In den 1960er Jahren konzentrierte sich sein Interesse auf die Veränderungen der akademischen Bildung in den Vereinigten Staaten.

## Werk

### The Lonely Crowd
Riesmans Hauptwerk (englischer Originaltitel: The Lonely Crowd: A Study of the Changing American Character, 1950), das als der erste soziologische Welt-Bestseller bezeichnet werden kann, stellt ein Entwicklungsmodell sozialer Charaktere auf, die er als verschiedene Typen von Verhaltenskonformität kennzeichnet. Mit Rekurs auf Max Weber kann er drei solche Typen unterscheiden, den traditionsgeleiteten (tradition-directed), den innengeleiteten (inner-directed) und den außengeleiteten (other-directed). Alle diese Typen sind in allen Gesellschaften in gewissem Umfang vorhanden; sie werden jedoch in bestimmten Phasen der Bevölkerungsentwicklung zu einem mehrheitlichen und damit typischen Phänomen. Die Periode des 'hohen Bevölkerungsumsatzes' (vorindustrielle, mittelalterliche Gesellschaften mit hohen Geburten- und Sterbequoten) generiert den traditionsgeleiteten Typus, der sich hauptsächlich über das Gefühl der Scham strukturiert, das entsteht, wenn die Traditionen verletzt werden. Die Periode hohen Bevölkerungswachstums (gleich bleibende Geburten- bei sinkender Sterberate), die industrielle Gesellschaften kennzeichnet, bringt den innengerichteten Typus hervor, der sich „über einen inneren Kreiselkompass“ (Heinz Kluth) an Werten wie etwa Macht, Ruhm, Wahrheit und Schönheit strukturiert; Abweichungen erzeugen dabei ein Gefühl der Schuld. Die wenig dynamischen, 'postindustriellen' Wohlstandsgesellschaften mit sinkender Geburten- und gleich bleibender Sterberate ersetzen diesen Typus durch den der konformistischen Außenlenkung: Das Verhalten der Anderen wird maßgeblich für das eigene Verhalten; von anderen akzeptiert und für voll genommen zu werden, wird zentraler Wert. Abweichungen werden mit Gefühlen von Angst sanktioniert.
Dabei sieht Riesman diesen dritten Typus in den modernen Dienstleistungsgesellschaften auf dem Vormarsch, besonders bei den jüngeren Repräsentanten des Mittelstands. Der überwiegende Teil des Buchs ist diesem Typus gewidmet, dessen Lebenseinstellungen eine minutiöse Analyse erfahren. Zentral ist dabei das Interesse für die Konsum-, Freizeit- und Unterhaltungsgewohnheiten, die laut Riesman diesen Typus stärker charakterisieren als die vorhergehenden beiden, die sich hauptsächlich über ihre Arbeitswelt bestimmten.
Der deutsche Buchtitel Die einsame Masse (der übersetzenden Soziologin Renate Rausch) verschiebt die Wortbedeutung von lonely (alleingelassen) mit der Mitbedeutung von „Furchtsamkeit“ mit ihrer Wortwahl einsam etwas in Richtung „stolzes Alleinstehen“. Inhaltlich (so Helmut Schelsky in einer Vorlesung 1955) wäre die Übersetzung „Die ängstliche Masse“ freier, aber angemessener.

### Weitere Veröffentlichungen (Auswahl)
- Faces in the Crowd (1952) – Quellen- und Materialband für The Lonely Crowd, wieder mit Nathan Glazer und Reuel Denney
- Thorstein Veblen: A Critical Interpretation (1953)
- Constraint and Variety in American Education (1956) – über die Bedeutung von Wirtschaftsfaktoren in der Bildungsindustrie
- Conversations in Japan: Modernization, Politics, and Culture (1967)
- The Academic Revolution (1968) – mit Christopher Jencks – über die Politisierung akademischer Bildung und Bildungspolitik im allgemeinen
- On Competence: A Critical Analysis of Competence Based Reforms in Higher Education (1979) – über die staatliche Lenkung von Bildung und das Bedürfnis der Gesellschaft nach Kompetenz
- Abundance For What? (dt. Suhrkamp, Frankfurt 1966: Wohlstand wofür? und Suhrkamp, Frankfurt 1973: Wohlstand für wen?) – Essays
- Freud und die Psychoanalyse, Suhrkamp, Frankfurt 1965